# Limotettix harrisi
Limotettix harrisi är en insektsart som beskrevs av Knight 1975. Limotettix harrisi ingår i släktet Limotettix och familjen dvärgstritar. Inga underarter finns listade i Catalogue of Life.